# Virginia Commonwealth University
Virginia Commonwealth University è un'università statunitense pubblica con sede a Richmond, in Virginia.

## Storia
L'università fu fondata nel 1838 come dipartimento medico del Hampden–Sydney College per poi divenire nel 1854 Medical College of Virginia; nel 1917 divenne il Richmond Professional Institute (che nel 1925 si trasformò in una branca del College of William and Mary); nel 1939 cambiò nuovamente nome in Richmond Professional Institute of the College of William and Mary sino ad assumere l'attuale denominazione nel 1968.

## Sport
I Rams, che fanno parte della NCAA Division I, sono affiliati all'Atlantic 10 Conference. La pallacanestro, il calcio e il wrestling sono gli sport principali, le partite interne vengono giocate al 'Sports Backers Stadium e indoor al Siegel Center.

### Pallacanestro
Virginia Commonwealth è divenuto un college molto importante nel panorama statunitense, conta 14 apparizioni nella post-season, il miglior risultato sono le Final Four raggiunte nel torneo del 2011 (battendo una testa di una serie numero uno del tabellone, i Kansas Jayhawks).